# Heminothrus targionii
Heminothrus targionii är en kvalsterart som först beskrevs av Berlese 1885.  Heminothrus targionii ingår i släktet Heminothrus och familjen Camisiidae. Inga underarter finns listade i Catalogue of Life.